# مركز شباب

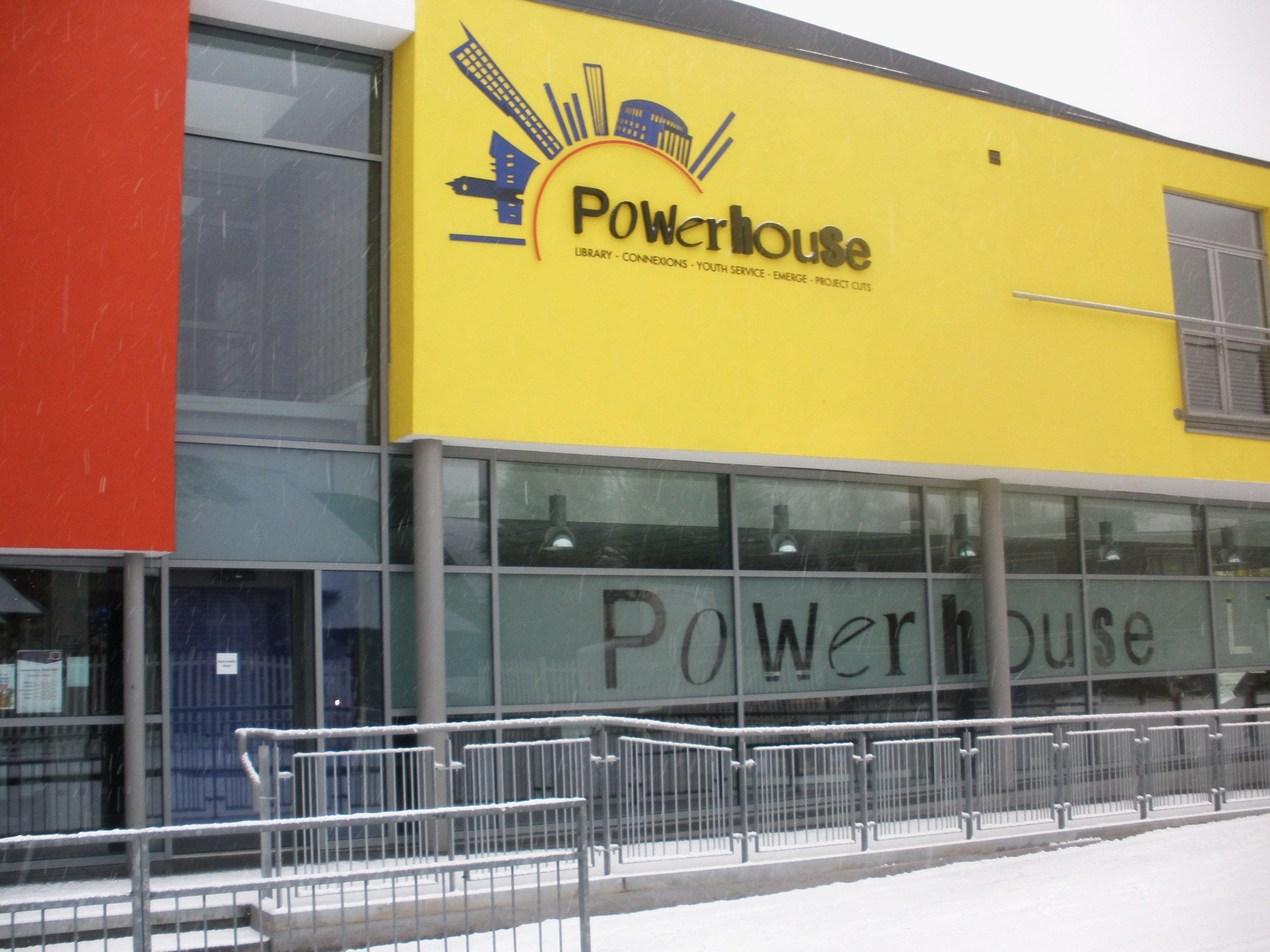
مركز شباب ميلينيوم باور هاوس في موس سايد، مانشستر، المملكة المتحدة.

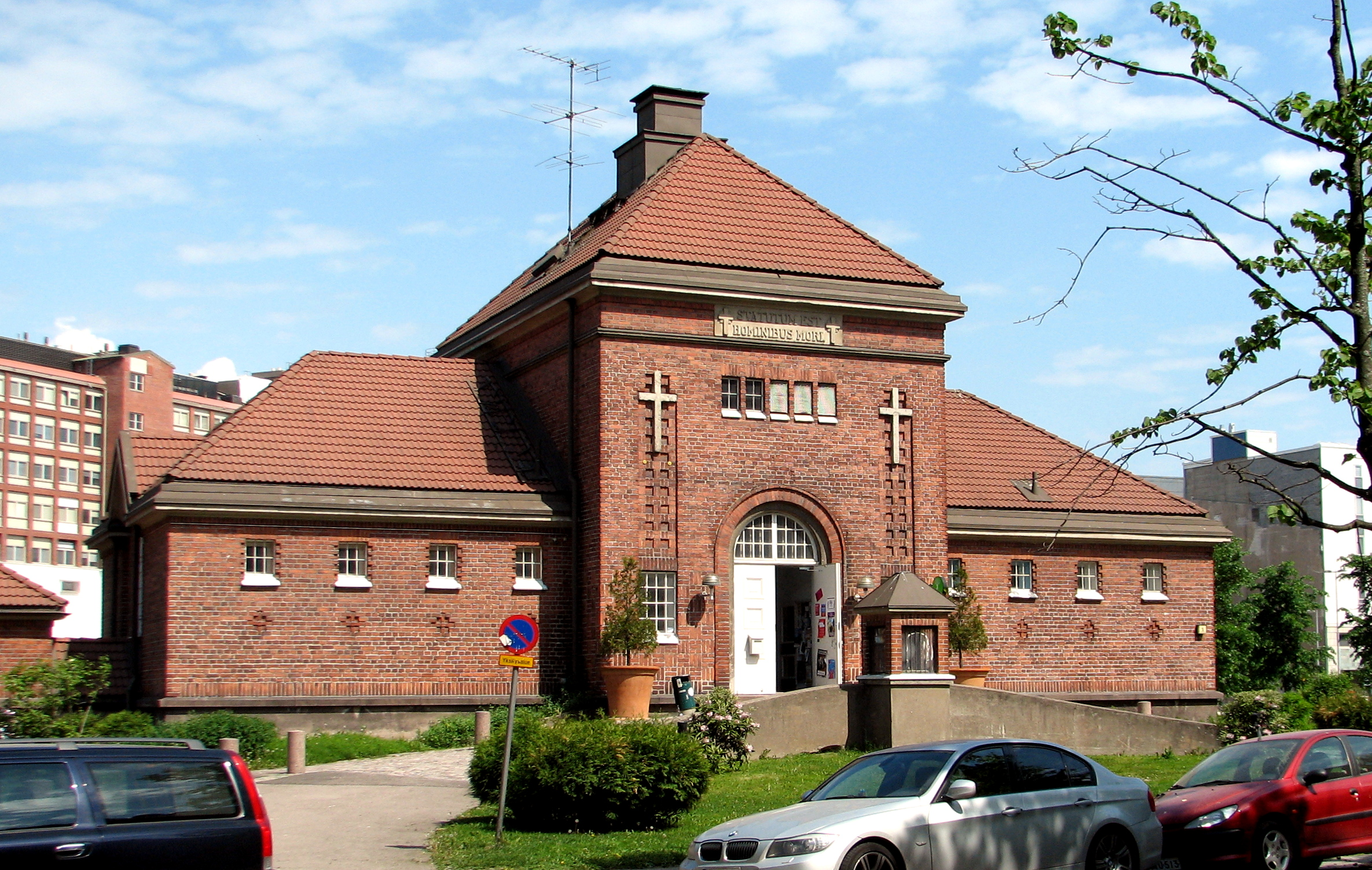
مركز شباب هارجو في منتزه دالابي في فاليلا، هلسنكي، فنلندا.

يُعد مركز الشباب، الذي يُطلق عليه غالبًا نادي الشباب، مكانًا يمكن للشباب فيه الالتقاء والمشاركة في مجموعة متنوعة من الأنشطة، على سبيل المثال كرة الطاولة، كرة القدم، كرة السلة، تنس الطاولة، ألعاب الفيديو والعلاج الوظيفي والأنشطة الدينية. تتنوع نوادي ومراكز الشباب في أنشطتها في جميع أنحاء العالم، ولها تاريخ متنوع يعتمد على السياقات الثقافية والسياسية والاجتماعية المتغيرة والمستويات النسبية للتمويل الحكومي أو العمل التطوعي. 

## الفئات الاجتماعية الشابة
تم إنشاء العديد من نوادي الشباب لتزويدهم بالأنشطة المصممة لإبعادهم عن الشوارع وإبعادهم عن المشاكل، ومنحهم وظيفة واهتمامًا بالنشاط. يمكن أن يكون لبعض نوادي الشباب قوة مقنعة خاصة، مثل الموسيقى والإرشاد الروحي/الديني والنصائح. 
يوجد في المملكة المتحدة عدد من شبكات أندية الشباب الوطنية، منها:
- شباب المملكة المتحدة
- طموح
- الرابطة الوطنية لنوادي البنين والبنات

في الولايات المتحدة، تعد نوادي الأولاد والبنات في أمريكا أحد أكثر نوادي الشباب شهرة.

## المشاريع والأنشطة
العديد من نوادي الشباب والمشاريع مفتوحة لجميع الأشخاص الذين تتراوح أعمارهم بين 15 و 21 عامًا ، على الرغم من أن بعض النوادي قد لا تزال تقبل الشباب حتى سن 25 عامًا. هناك أماكن يمكن للشباب فيها لقاء الأصدقاء وممارسة أنشطة جديدة. تقدم العديد من نوادي الشباب أنشطة متنوعة ، مثل تنس الطاولة .
نوادي الشباب موجودة لمساعدة الشباب على فهم العالم من حولهم ولتقديم المشورة فيما يتعلق بمستقبلهم والتحدث عن الماضي وحتى مساعدتهم في الحاضر. تعقد العديد من النوادي جلسات مختلفة لتثقيف الشباب حول مواضيع مختلفة تتعلق بصحتهم ومخاوفهم. تساعد نوادي الشباب أحيانًا الشباب على اكتساب مؤهلات لحياتهم المستقبلية، على سبيل المثال جائزة دوق ادنبره.